# Gare de Kahler
La gare de Kahler était une gare ferroviaire luxembourgeoise de la Ligne de l'Attert, située dans la localité de Kahler, sur le territoire de la commune de Garnich, dans le canton de Capellen.
Elle est mise en service en 1873 par la Compagnie des chemins de fer Prince-Henri. La gare ferme en 1969, en même temps que la section de Pétange à Steinfort de la ligne.

## Situation ferroviaire
Établie à 317 mètres d'altitude, la gare de Kahler était située au point kilométrique (PK) 14,4 de la ligne de l'Attert, entre les gares de Clemency et de Hagen.

## Histoire
La station de Kahler est mise en service le 1er août 1873 par la Compagnie des chemins de fer Prince-Henri lors de l'ouverture de la section de Pétange à Steinfort de la Ligne de l'Attert.
La gare est fermée le 15 avril 1969, en même temps que la section de Pétange à Steinfort de la Ligne de l'Attert.

## Service des voyageurs
Gare fermée le 15 avril 1969. Le bâtiment voyageurs existe toujours, reconverti en maison individuelle.